# Рута А048
Рута А048 — украинский микроавтобус, производимый Часовоярским ремонтным заводом с 2005 по 2007 год на шасси ГАЗ-3302.

## Рута А-048.0/Рута А-048.1
В 2005 году на заводе предприняли попытку возобновить производство микроавтобусов на шасси ГАЗ-3302. Так появилась модель Рута-А048. По кузову она унифицирована с СПВ-17 образца 2004 года и отличается уменьшенной длиной. Но покупатели предпочли более вместительную СПВ-17, поэтому число выпущенных «четыреста восьмидесятых» (так их называли на заводе) осталось довольно скромным.
Рута-А048.0 выпускалась с карбюраторным двигателем внутреннего сгорания ЗМЗ-406, Рута-А048.1 — с инжекторным двигателем внутреннего сгорания ЗМЗ-405. Интересно, что микроавтобусы продолжали выпускаться с низкими окнами, заимствованными у ранних СПВ-17, хотя все микроавтобусы с длинной колёсной базой выпускались с высокими окошками. На сегодняшний день производство короткобазных микроавтобусов остановлено из-за отсутствия заказов.

## Рута А-048.2/Рута А-048.3

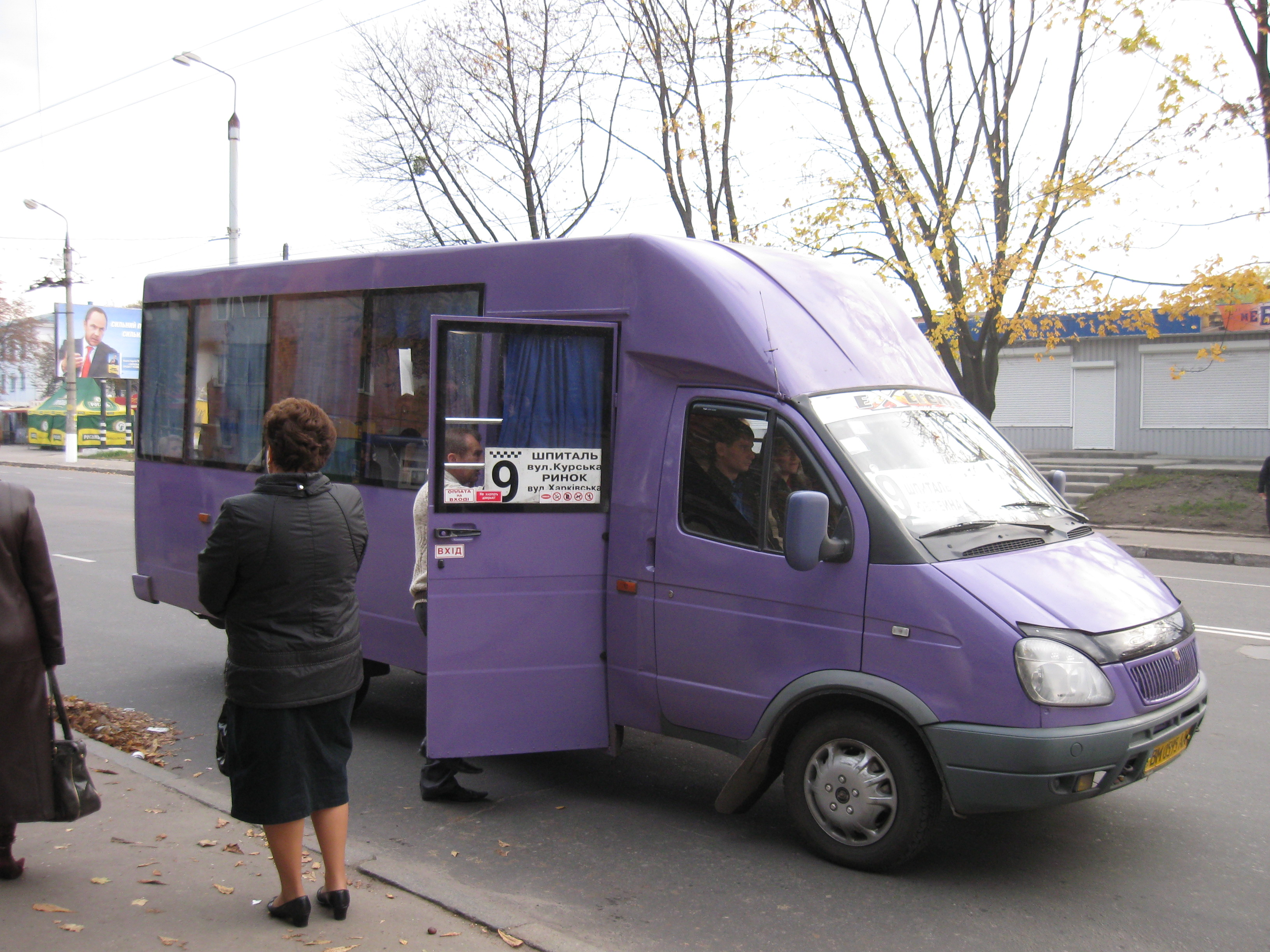
Рута А048.2/Рута А048.3

В начале 2006 года микроавтобус СПВ-17 прошёл вторую сертификацию и, согласно новой украинской классификации автобусов, получил обозначение А-048.2. При этом произошли некоторые изменения в конструкции микроавтобуса — его длина была немного увеличена, вместо боковой кузовной стойки в задней части кузова появился пятое узкое окно, а в салоне стали устанавливать индивидуальные сиденья нового типа с велюровой обшивкой.
В связи с началом выпуска инжекторных двигателей внутреннего сгорания ЗМЗ-405 и их установкой на базовом шасси ГАЗ-3302, микроавтобусы стали обозначаться как А-048.3. По заказу на них может также устанавливаться автоматическая дверь.

## Рута А-048.4
Одним из недостатков микроавтобусов «Рута» является отдельная кабина водителя, которая не позволяет эффективно использовать площадь салона, а также создаёт проблемы при оплате проезда пассажирами водителю (кондуктор в микроавтобусах не предусмотрен). В связи с этим, в 2006 году была разработана новая модификация микроавтобусов «Рута», в которой кабина водителя представляет собой единое помещение с пассажирским салоном и отделена от него лишь неполной перегородкой за креслом водителя. При этом если на других моделях ЧРЗ кузов монтируется на шасси с готовой кабиной от «Газели», то здесь кабина является частью оригинального кузова, с кузовных панелей «Газели» использованы только капот и крылья.
Другим отличием новой модели стало расположение двери аварийного выхода по правому борту в заднем свесе, по аналогии с микроавтобусами БАЗ-2215 «Дельфин» (раньше дверь аварийного выхода была двустворчатой и находилась в задней стенке кузова). Отсутствуют также отдельные двери в кабину водителя по левому борту. Первые образцы нового микроавтобуса, который получил индекс А-048.4, появились на дорогах Украины летом 2006 года.